# Trzciański Groń
Trzciański Groń (słow. Trsťan, Grúň Trsťan) – boczny, południowo-zachodni grzbiet Szerokiej w słowackich Tatrach Zachodnich (pomiędzy Doliną Jałowiecką a Doliną Żarską).
Trzciański Groń opada spod Szerokiej w południowo-zachodnim kierunku do Smrekowca i oddziela górne części Krzywego Żlebu i Doliny Wierzbickiej. Nieco pod wierzchołkiem Szerokiej odgałęzia się od niego w południowym kierunku ramię do Keczki, oddzielające Dolinę Wierzbicką od doliny Łuczywnik. W górnej części grzbietu Trzciańskiego Gronia znajduje się polana Wyżnia Rówień. Obecnie Trzciański Groń jest zalesiony i porośnięty kosodrzewiną. Trawiasta jest jeszcze Wyżnia Rówień, ale i ona wskutek zaprzestania pasterstwa stopniowo zarasta kosodrzewiną. Przez Trzciański Groń nie prowadzi żaden szlak turystyczny, a dawne pasterskie ścieżki już zarosły.